# Sultan Babullah Airport
Sultan Babullah Airport är en flygplats i Indonesien. Den ligger i den nordöstra delen av landet, 2 400 km öster om huvudstaden Jakarta. Sultan Babullah Airport ligger 22 meter över havet. Den ligger på ön Ternate Island.
Terrängen runt Sultan Babullah Airport är varierad. Havet är nära Sultan Babullah Airport åt nordost. Närmaste större samhälle är Ternate, 4,5 km söder om Sultan Babullah Airport. 